# Красиловка (Зерендинський район)
Краси́ловка (каз. Красиловка) — село у складі Зерендинського району Акмолинської області Казахстану. Входить до складу Вікторовського сільського округу.
Населення — 281 особа (2021; 388 у 2009, 474 у 1999, 519 у 1989).
Національний склад станом на 1989 рік:
- росіяни — 40 %;
- казахи — 38 %.